# MG (automerk)
MG is een van oorsprong Brits automerk met het hoofdkantoor in Longbridge in het Verenigd Koninkrijk. MG staat voor Morris Garages. MG was aanvankelijk een dealer voor Morris en eigendom van William Morris, de latere Lord Nuffield. Toen Cecil Kimber in 1922 algemeen directeur werd begon het bedrijf met aanpassingen aan de standaard Morris Cowley, zoals het verlagen van het chassis en het aanbrengen van een meer sportieve carrosserie. MG is sinds 2006 volledig eigendom van het Chinese Shanghai Automotive Industry Corporation.

## Geschiedenis
In 1924 adverteerde Morris Garages met de "MG Special four-seater Sports" en werd het het beroemde achthoekige logo in gebruik genomen.
Morris Garages ontgroeide haar onderkomen driemaal voordat het in 1929 van Longbridge naar Abingdon verhuisde. Het bedrijf werd hernoemd tot MG Car Company. Tijdens de vroege jaren dertig werd de naam MG synoniem met de term "sports car". Hun auto's werden gepromoot door succesvolle racewedstrijden. Met name met de zes cilindermodellen werden opmerkelijke resultaten behaald. In 1935 verkocht William Morris al zijn privébedrijven aan Morris Motors.

Puristen zijn niet blij met deze stap omdat in hun ogen MG nooit meer hetzelfde zou zijn. Minder modellen, minder racewedstrijden waaraan meegedaan werd, en de MG-badge die op niet-MG modellen werden geplaatst zoals de Morris Oxford en de Morris 1300. Realisten echter geven aan dat zelfs na Kimbers dood in 1945 betaalbare sportauto's werden gemaakt en verkocht zoals de TA Midget, MGA, Midget en MGB. De werkelijke doodsteek kwam volgens hen door het management van British Leyland, dat de naam in de jaren zeventig verkwanselde.

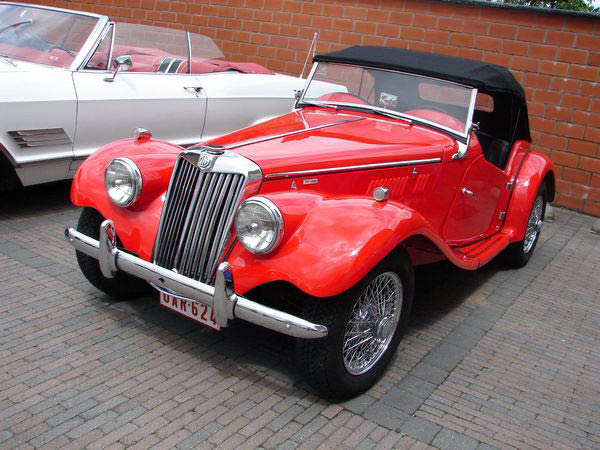
MG TF 1500 1954

### British Leyland (1968-1986)
In 1980 stopte de productie van de MGB en het is dan ook het laatste MG model dat in de fabriek van Abingdon werd gebouwd. Na de sluiting werden er tot 1982 geen nieuwe MG's gebouwd. Van 1982 tot 1991 werden de Austin Maestro, Austin Montego en Austin Metro ook aangeboden als MG. Het waren sportievere versies van de Austins.

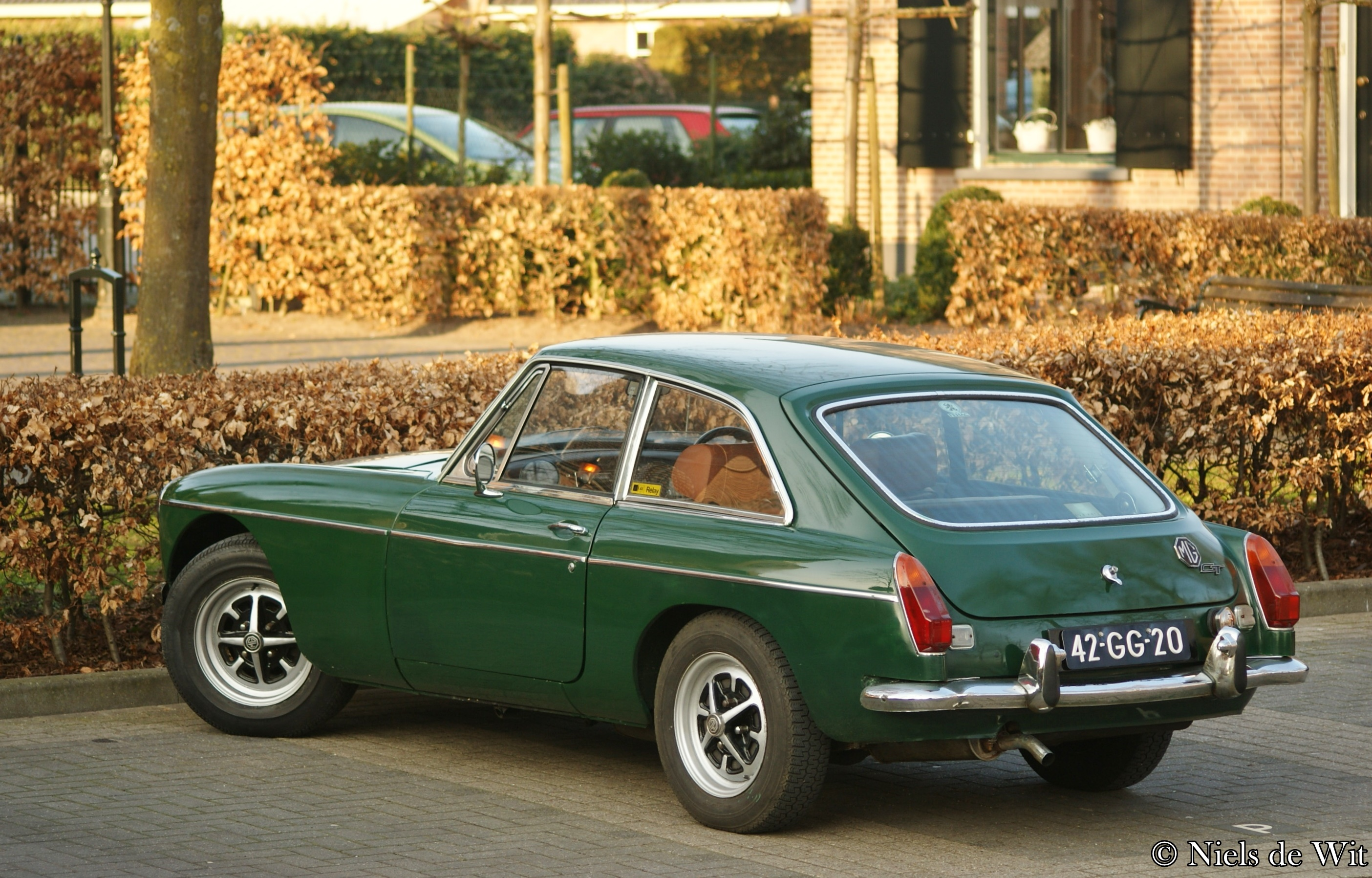
MG B GT

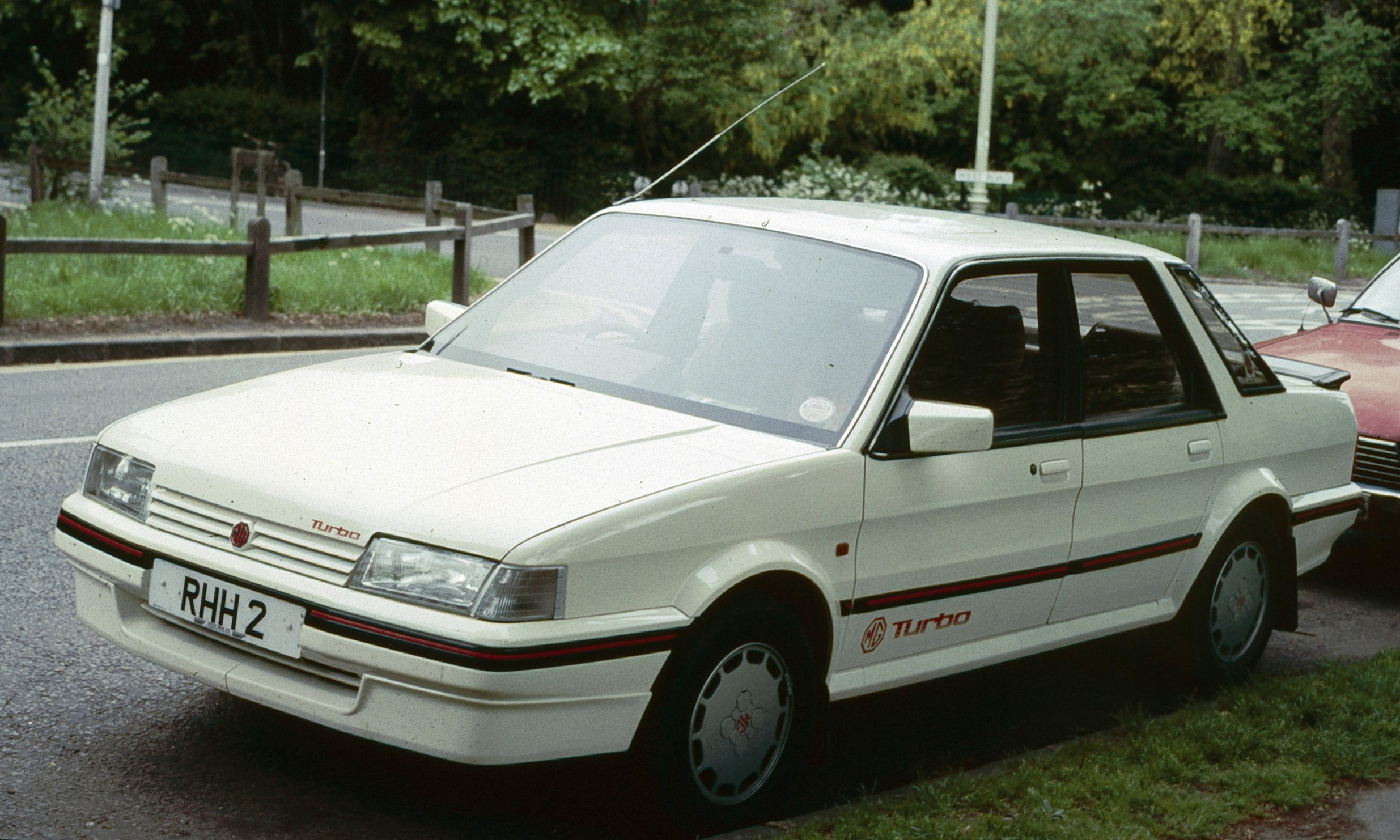
MG Montego Turbo

In 1985 verscheen de MG Metro 6R4 voor groep B bij het Wereldkampioenschap rally.

### Rover Group (1986-2000)
Vanaf 1991 werd de MG RV8 ontwikkeld, die in 1992 werd voorgesteld op de British International Motor Show in Birmingham. Het model was gebaseerd op de MGB die in 1980 uit productie was genomen. Deze roadster, die slechts gedurende twee jaar in zijn thuisland en in Japan werd aangeboden (hij werd enkel met het stuur rechts gebouwd) had een 4,0-liter V8-motor van Rover. Er werden slechts 1983 exemplaren van gebouwd.

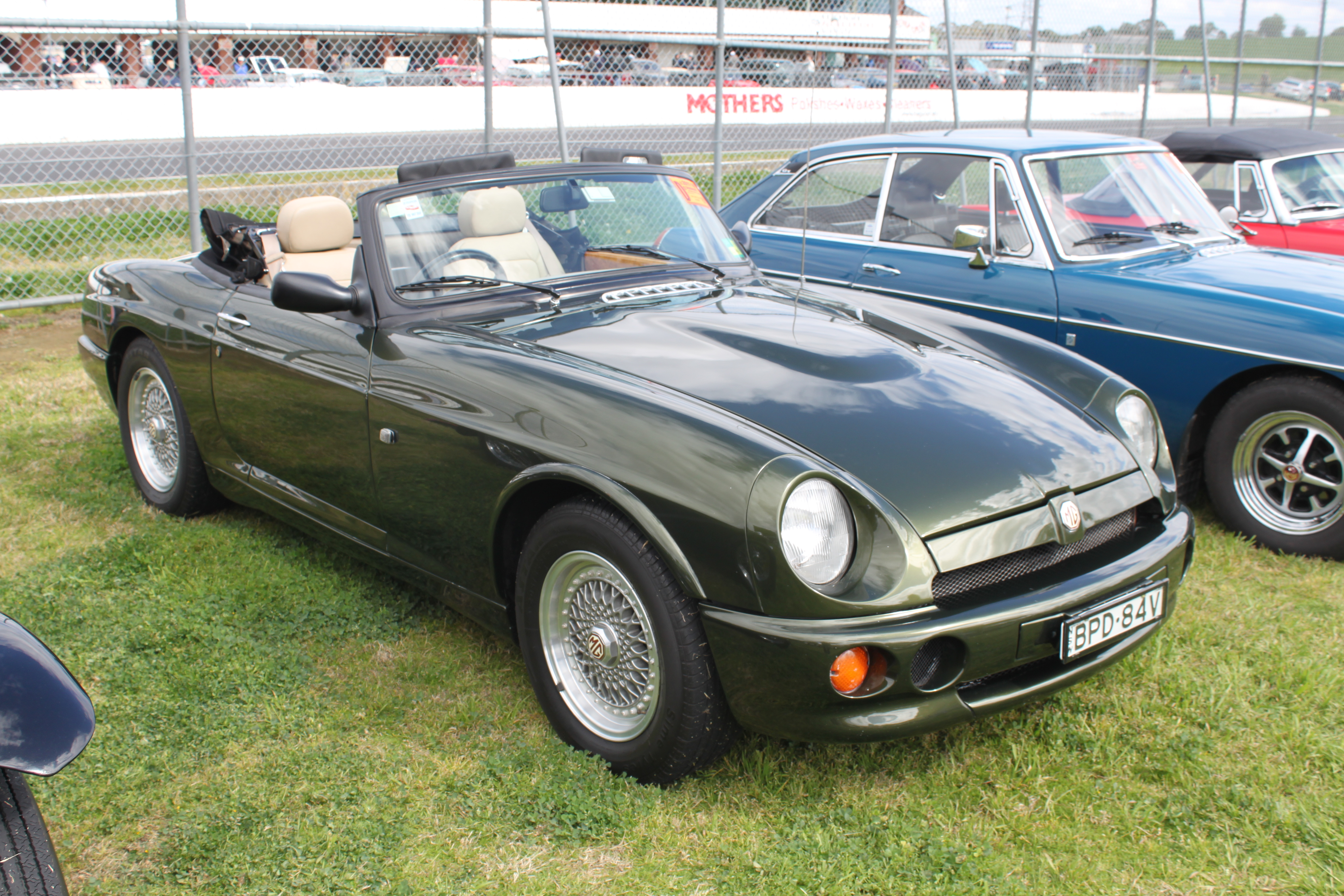
MG RV8

#### BMW
In 1994 nam de Duitse autofabrikant BMW de Rover Group over en lanceerde in 1995 een geheel nieuw MG-ontwerp: de MG F. De F was de eerste MG met een middenmotor achter de voorstoelen, een viercilinder met een cilinderinhoud van 1,8 liter.

### MG Rover (2000-2006)
Reeds in 2000 verkocht BMW de Rover Group (inclusief het merk MG, maar zonder het winstegevende Mini, Land Rover werd eerder al verkocht aan Ford nu BMW met de X5 haar eigen SUV had) aan de Britse Phoenix Venture Group vanwege de aanhoudende zwakke inkomsten van de Britse vestiging, die om marketingredenen daarna MG Rover Group werd genoemd. 

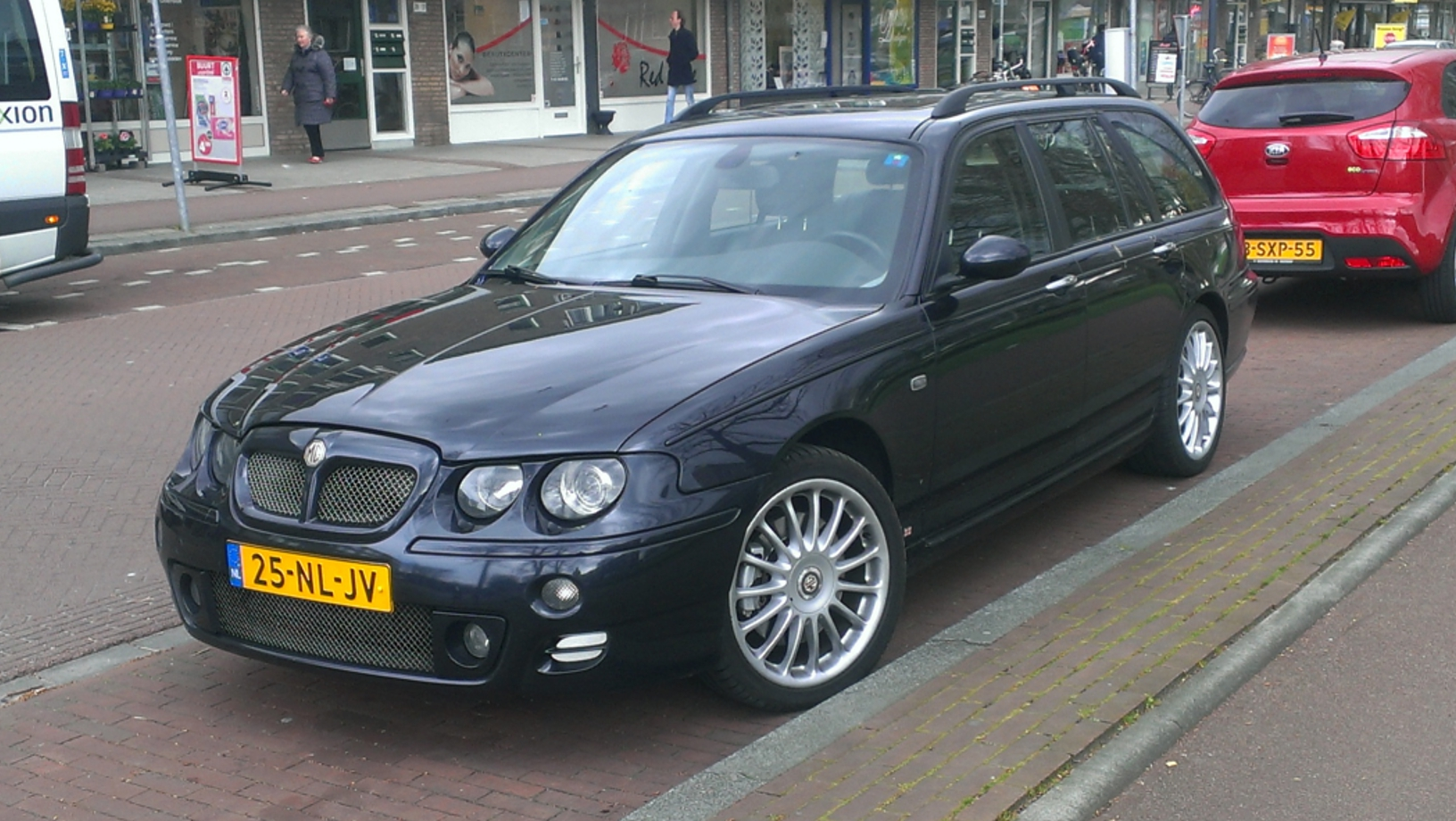
MG ZT-T

Het eerste nieuwe product van MG Rover was de Rover 75 Tourer. BMW hield voor de overname de productie van een stationwagen tegen. Vanaf medio 2001 werden er sportieve versies van het Rovergamma gebouwd. MG toonde in 2000 foto's van de MG X30, X20, X10 conceptwagens. Deze kregen respectievelijk de namen MG ZR, MG ZS en MG ZT en waren voor het eerst in  het echt te bekijken op het Salon van Genève van 2001. Ze waren gebaseerd op de Rover-modellen 25, 45 en 75. De modellen zijn ook bekend als de MG Z-serie. Het sportievere design was afkomstig van Peter Stevens (die ook verantwoordelijk was voor het design van de McLaren F1 en de Lotus Esprit X180). Voor de ZT was het meeste werk nodig, de MG ZR was min of meer gebaseerd op de reeds bestaande Rover 25 GTi. Bij de ontwikkeling werden de modellen getest op het Pembrey Circuit. Door een gebrek aan middelen moest er bespaard worden op de ontwikkeling, waardoor de ZT bijvoorbeeld dezelfde ovale toerenteller en snelheidsmeter kreeg als de 75 in plaats van sportiever ogende.
Rover wou al langer sportieve modellen van haar wagens verkopen, maar BMW hield dit tegen. BMW wou voorkomen dat Rover te veel ging concurreren met haar eigen modellen. Bij Rover hadden ze echter al achter de schermen aan ontwerpen gewerkt om de modellen meer dynamisch te maken. Vooral op het vlak van voorwielaangedreven modellen hadden ze bij Rover heel wat kennis. Er gingen eerst geruchten rond dat Rover de Triumph-naam zou gebruiken voor haar sportieve modellen, maar uiteindelijk bleken ze de MG-naam te gebruiken. BMW weigerde het merk Triumph immers te verkopen aan de Phoenix Venture Group. Ook Austin Healey bleef eigendom van BMW.
In de periode van Phoenix ontstaat ook het XPower-label, afkomstig van de MG motorsport-divisie (onder andere gebruikt op de MG-Lola EX257 voor Le Mans) maar ook gebruikt voor de extremere modellen, zoals de XPower SV(-R). MG XPower kwam ook met EX258 en EX259 gebaseerd op de ZR en ZS voor de rally en BTCC.

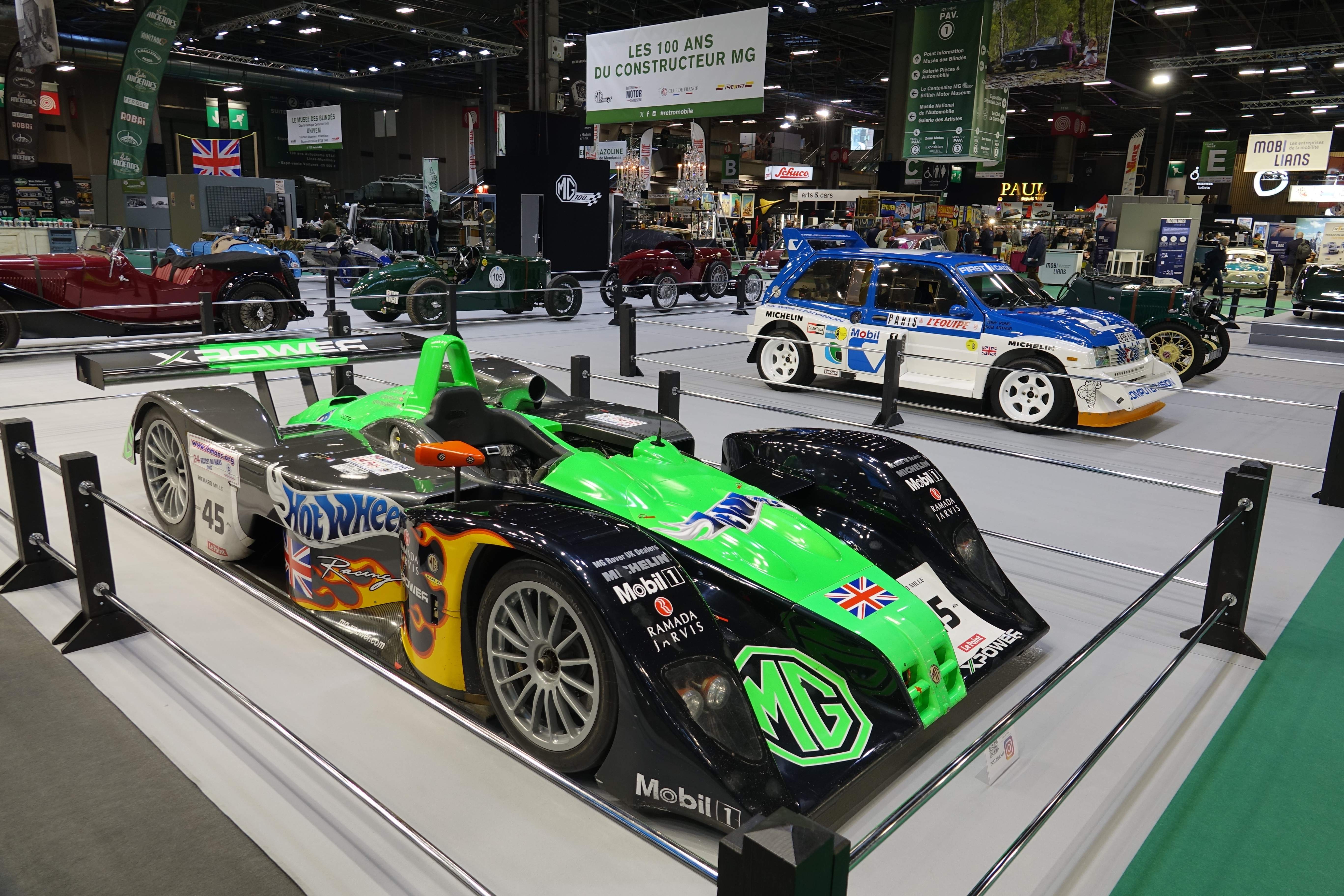
MG Lola EX257 en MG Metro 6R4 op Retromobile 2024

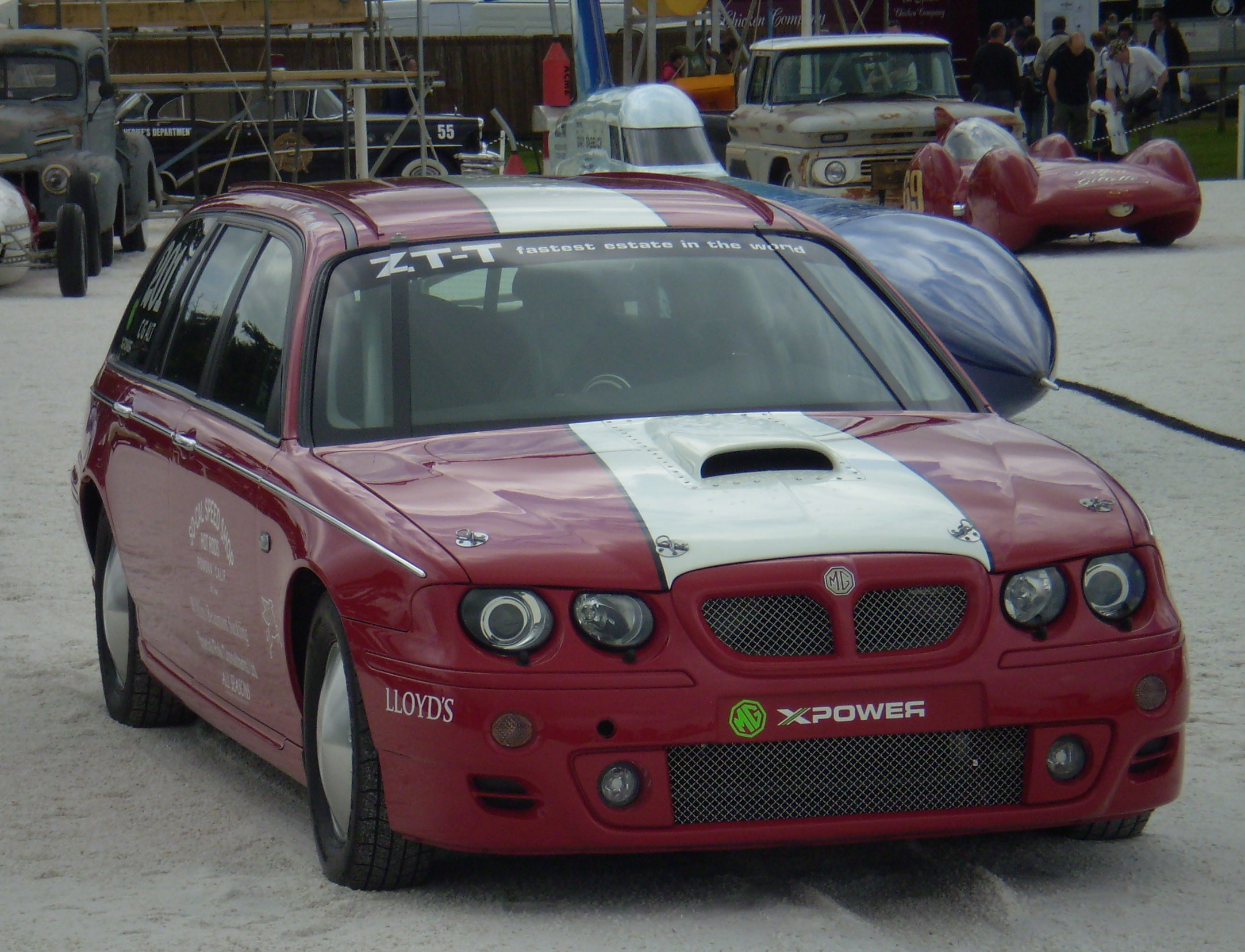
MG ZT-T X-15

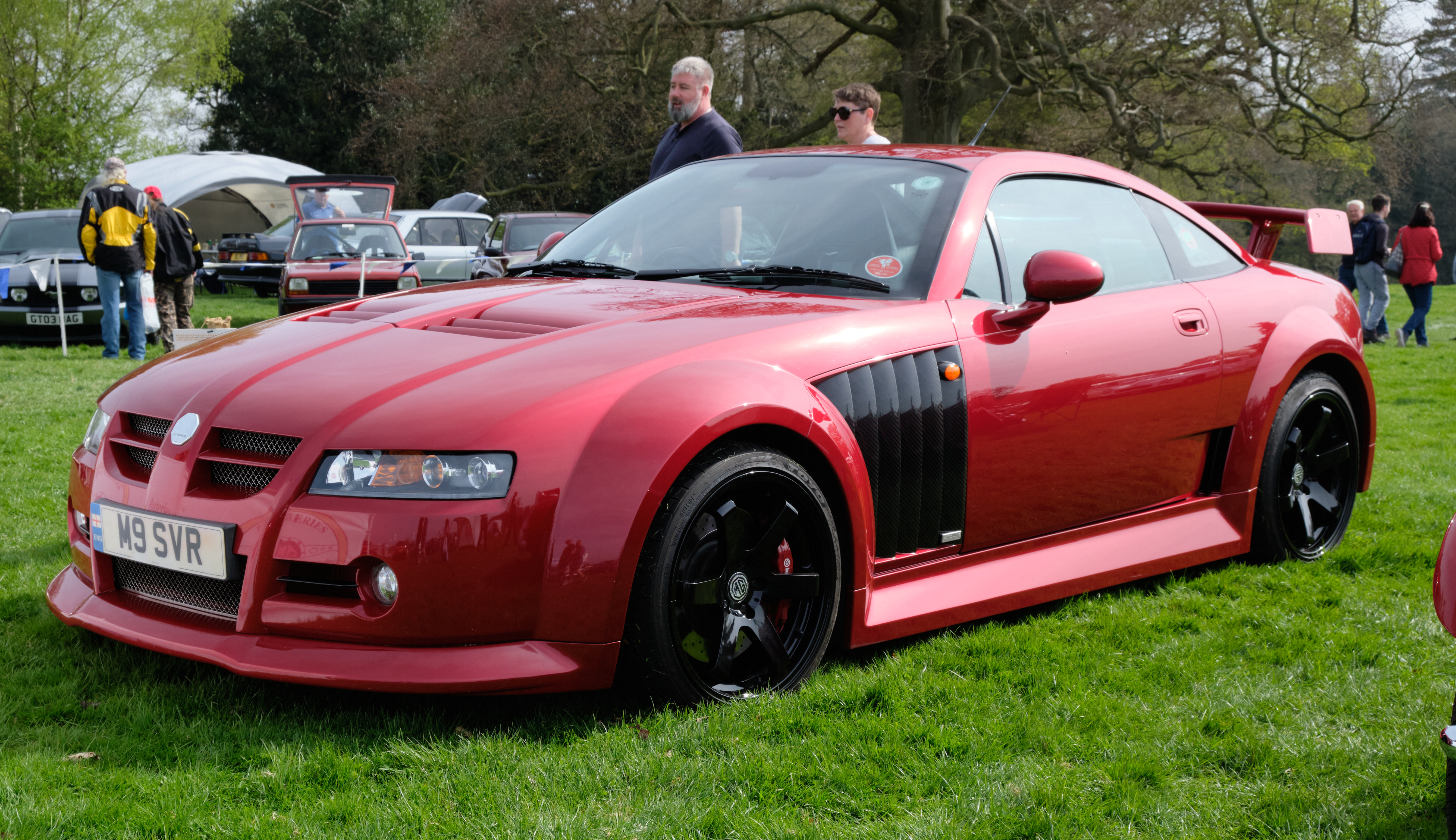
MG XPower

In 2002 werd de MG TF onthuld en in 2003 werd de MG XPower toegevoegd aan het gamma. Van de XPower werden slechts 82 exemplaren gebouwd.
MG lanceerde ook een kleine bestelwagen, de MG Express (ook beschikbaar als Rover Commerce). Van deze MG Express werden slechts iets meer dan 800 exemplaren gebouwd.
In augustus 2003 brak MG in Bonneville het snelheidsrecord voor stationwagens met een aangepaste ZT-T. MG brak er eerder al records, onder andere met de EX135 in 1951. De MG ZT-T X-15 kreeg een door Rousch aangepakte 6,0-liter V8 motor die tot 9500 toeren haalt en wist met zijn 765 pk een snelheid van 360,9 km/u te halen. In 2006 werd deze ZT-T geveild voor een bedrag van slechts 14.000 pond. In 2024 verscheen de wagen opnieuw te koop.
Onder de Phoenix Venture Group kwamen er heel wat krachtige modellen, zoals de MG ZT 260. Deze kwam met een 4,6-liter V8-motor uit de Ford Mustang. Er werden nog krachtigere versies aangekondigd, waaronder een versie met 385 pk en een met 500 pk. Het faillissement kwam echter voor deze modellen op de markt verschenen. Enkele prototypes zijn in handen van liefhebbers geraakt.
MG Rover lanceerde in september 2002 (werd beschikbaar vanaf 2003) ook het monogram programma, dat exclusieve mogelijkheden bood om je wagen te personaliseren. Zo was er keuze uit speciale lakkleuren, elektrische uitrusting, materialen in het interieur en opties.

#### Trivia
De aircobediening van de MG ZS facelift werd uiteindelijk ook gebruikt in de Pagani Zonda.
In 2023 werd de MG RDX60 concept overgebracht naar het British Motor Museum.

### Faillissement
Uiteindelijk kon de MG Rover Group zich door te kleine marktaandelen en te weinig financiële middelen niet op de internationale automarkt handhaven. In april 2005 werd faillissement aangevraagd, waarmee ook het doek viel voor MG.

### Nieuwe start in Azië en Europa (2006-heden)

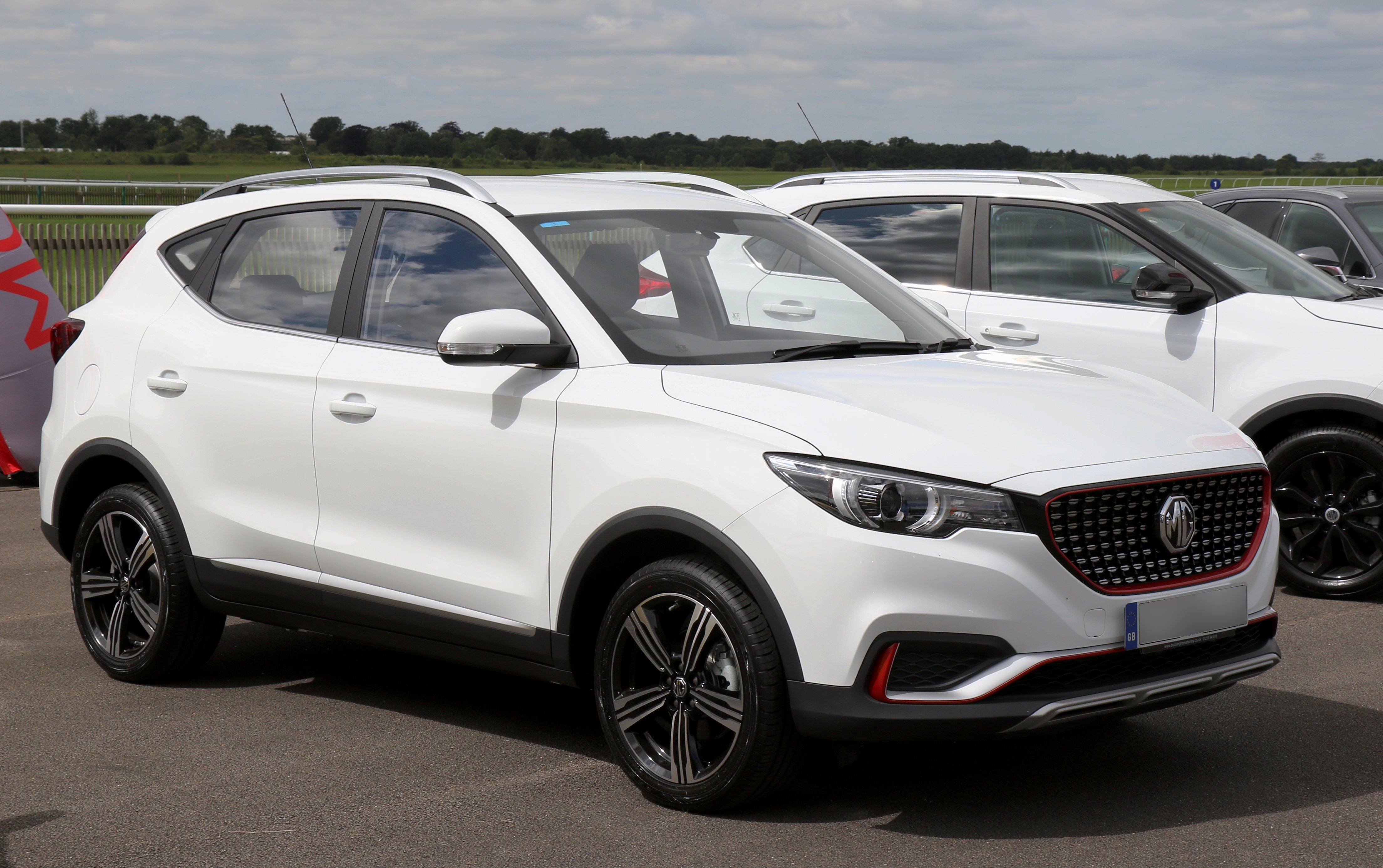
MG ZS (sinds 2017)

In 2006 maakte de Chinese autobouwer Nanjing Automobile Group bekend dat men de merknaam MG en andere activa van de MG Rover Group had gekocht. Op zijn beurt werd Nanjing Automobile kort daarna overgenomen door SAIC Motor. De rechten om de naam Rover te gebruiken zaten echter niet in de deal en dus werd in China het merk Roewe geïntroduceerd. De MG-productie startte in 2007 opnieuw in China. Op 26 juni 2011 werd voor het eerst in 16 jaar weer een geheel nieuw MG-model voorgesteld in het Verenigd Koninkrijk, de MG 6.
Per oktober 2019 keerde het merk ook weer terug op de Nederlandse markt. Het eerste model was de MG ZS EV, een elektrische SUV.

## Modellen en jaartallen

### Vintage-modellen
- Old Number One (1925)
- 14/28, 14/40
- 18/80

### Triple M-modellen
- M Type (1929-1932
- C Type (1931-1932)
- D Type (1931-1932)
- F Type (1931-1932)
- J Type (1932-1933)
- J3 (1932-1933)
- J4 (1933)
- K Type (1932-1935),

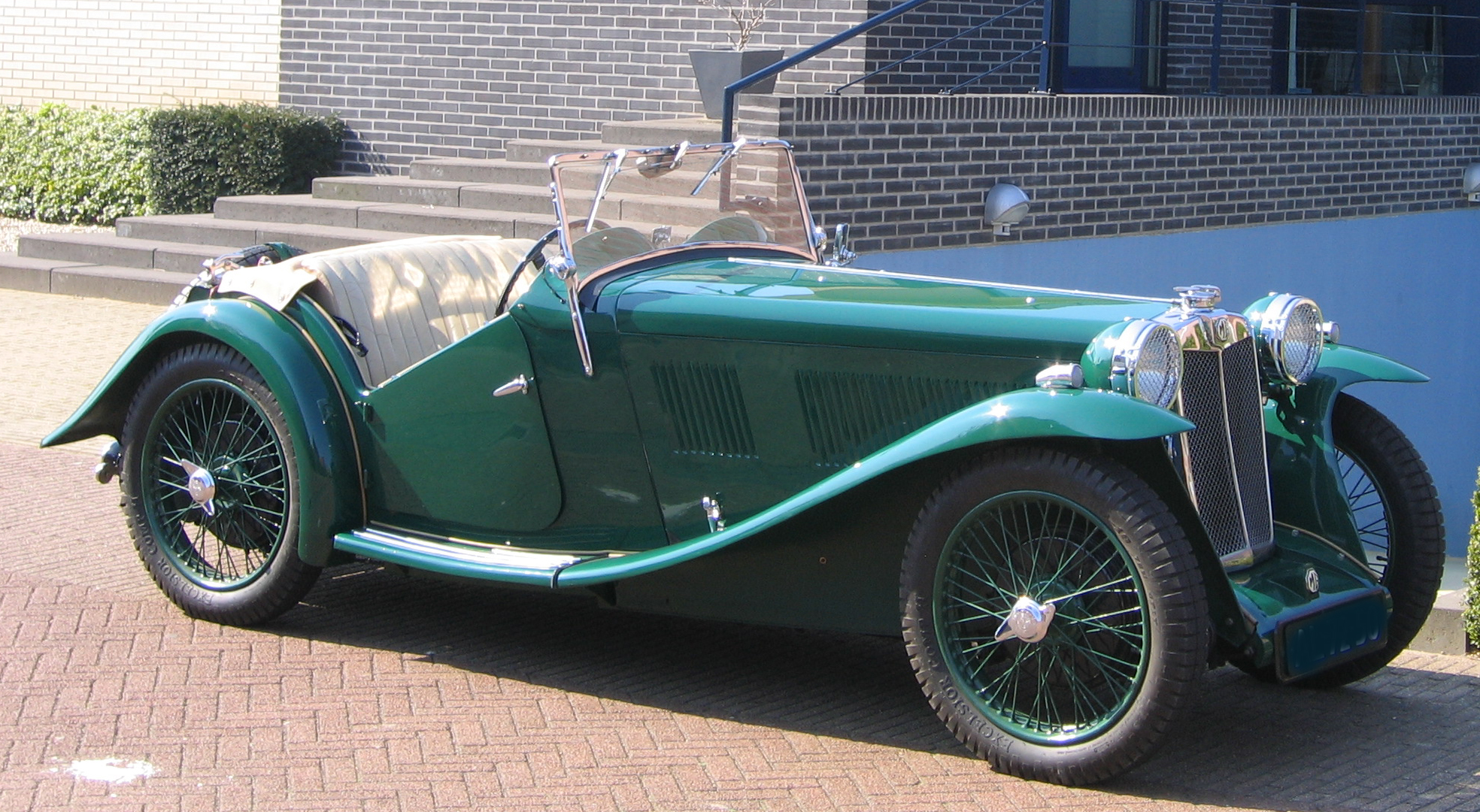
L2, 1933

- L Type (1933-1934), 6 cilinder 1089 cc, 41 pk
- Q Type (1934)
- R Type (1935)
- P Type (1934-1936)
- N Type (1934-1936)

| Type              | Uitvoering         | Productie aantallen |
| ----------------- | ------------------ | ------------------- |
| Continental coupe | Gesloten versie    | 100 auto's          |
| L1                | Cabriolet 4 zitter | 486 auto's          |
| L2                | Cabriolet 2 zitter | 90 auto's           |

- SA (1936-1939)
- VA (1936-1939)
- WA (Laat 1938-Laat 1939)

### MG T Series (1936-1940 1945-1955)
- MG TA Midget (1936-1938)
- MG TB Midget (1938-1940)
- MG TC Midget (1945-1949)
- MG TD Midget (1949-1953)
- MG TF 1250 Midget (1953-1954)
- MG TF 1500 Midget (1954-1955)

### MG Saloons (1947-1971)
- MG Y type Saloon (1947-1953)
- MG ZA Magnette (1954-1956)
- MG ZB Magnette (1956-1958)
- MG Magnette Mk3 (1959-1968)
- MG 1100/1300 (1962-1971)

### MGA Series (1955-1962)

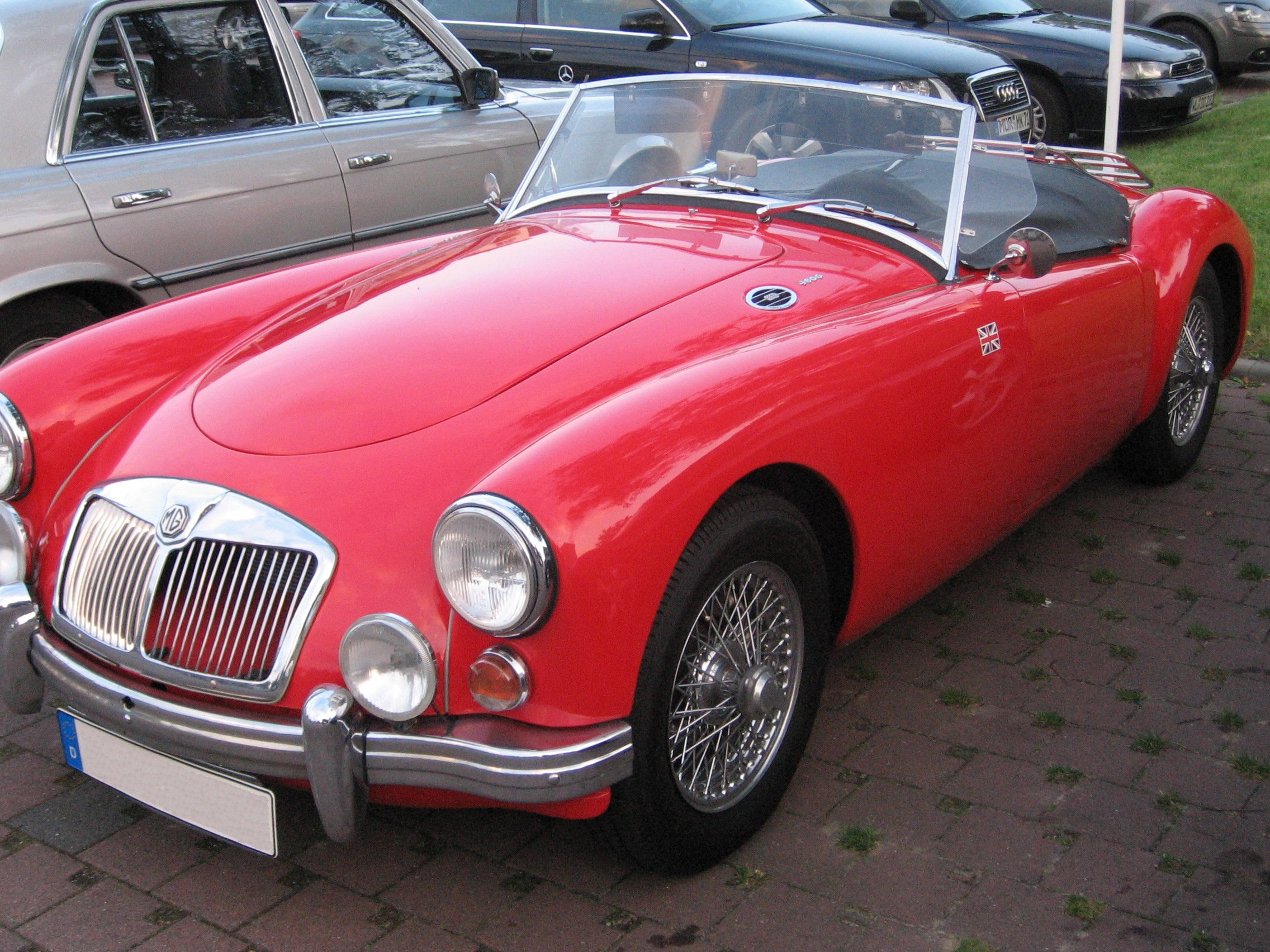
MG A 1600

- MGA (1956-1958)
- MGA 1500 Coupé (1956-1958)
- MGA Twin-Cam (1958-1960)
- MGA 1600 (1958-1960)
- MGA 1600 MkII (1961-1962)

### MGB Series (1962-1980)

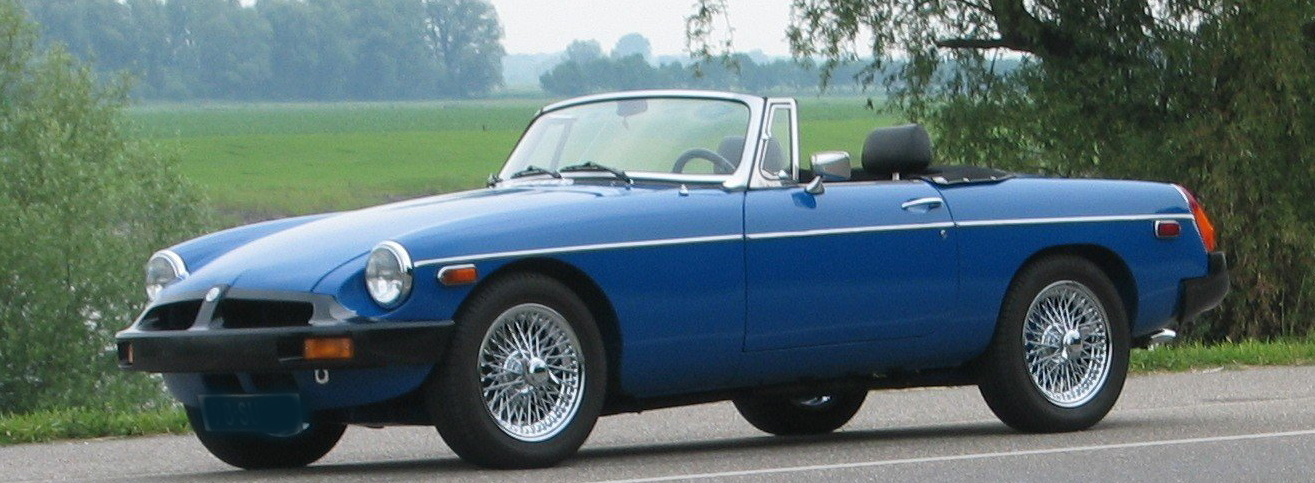
MGB Rubber bumper, 1977

- MGB MkI (1962-1967)
- MGB MkII (1967-1980)

- MGB GT (1965-1980)
- MGB GT V8 (1973-1976)

### MGC Series (1967-1969)
- MGC
- MGC Roadster
- MGC GT

### MG Midget Series (1961-1979)

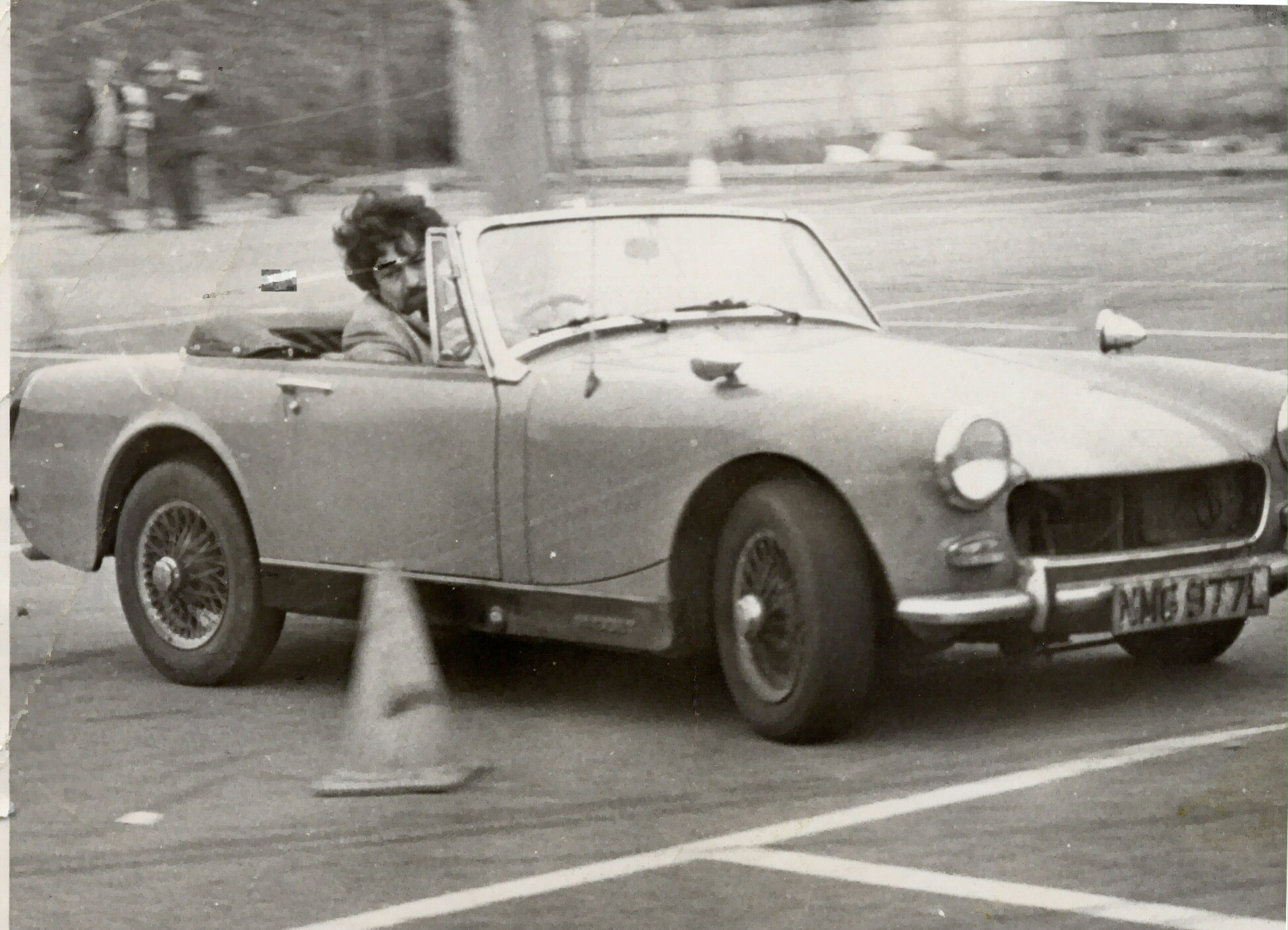
MG Midget

- MG Midget MkI & MkII (1961-1965)
- MG Midget MkIII (1965-1974)
- MG Midget MkIV (1974-1979)

### Modellen voor en tijdens faillissement
- MG F / MG TF
- MG ZR
- MG ZS
- MG ZT

- MG ZT-T
- MG XPower

### Modellen sinds 2019 (beschikbaar in België en/of Nederland)
In de periode van 2006 tot 2019 werden er in geen modellen verkocht in België en Nederland. In het Verenigd Koninkrijk en China was er wel een aanbod, dat niet op deze pagina staat. In bepaalde delen van de wereld heeft MG een uitgebreider aanbod met voertuigen in andere segmenten (zoals een pick-up).
- Beschikbaar maart 2025 in België
  - MG 3
  - MG 4
  - MG 5
  - MG HS
  - MG ZS
  - MG Marvel R
  - MG Cyberster
- Concept
  - MG Cyberster GTS (coupeversie van de Cyberster)